# Karl Magnus Wegelius
Pour les articles homonymes, voir Wegelius.
Karl Magnus Wegelius, né le 20 août 1884 et mort le 9 décembre 1936, était un tireur sportif et un gymnaste artistique finlandais. Il a participé aux Jeux olympiques d'été de 1908, de 1920 et 1924.
Il a fait partie de l'équipe de Finlande qui a obtenu la médaille de bronze en gymnastique par équipe en 1908. En 1920 et 1924, il a remporté quatre médailles au tir (trois de bronze et une d'argent).
En 1924, pour sa médaille obtenue au tir aux pigeons par équipes, son score ne comptait pas car ses compatriotes avaient réussi de meilleures performances mais le CIO comptabilise six athlètes comme médaillés de cette épreuve (y compris les deux plus faibles tireurs de chaque équipe, dont Wegelius pour la Finlande).

## Palmarès

### Jeux olympiques d'été
- Gymnastique aux Jeux olympiques de 1908 à Londres ( Angleterre)
  -  Médaille de bronze de la compétition par équipe
- Tir aux Jeux olympiques de 1920 à Anvers ( Belgique)
  - classement inconnu à la carabine libre 3 positions à 300 m
  - 4e à la carabine libre par équipes
  -  Médaille de bronze à la carabine libre couché à 300 m par équipes
  - classement inconnu à la carabine d'ordonnance debout à 300 m
  - 7e à la carabine libre à 300 m debout par équipes
  - classement inconnu à la carabine libre à 600 m
  - 8e à la carabine libre à 600 m par équipes
  - 11e à la carabine libre 300+600 mètres par équipes
  -  Médaille d'argent au tir au cerf courant coup simple à 100 m par équipes
  -  Médaille de bronze au tir au cerf courant coup double à 100 m par équipes
- Tir aux Jeux olympiques de 1924 à Paris ( France)
  - 12e au tir au cerf courant coup simple à 100 m
  - 5e au tir au cerf courant coup simple à 100 m par équipes
  - 7e au tir au cerf courant coup double à 100 m
  - 4e au tir au cerf courant coup double à 100 m par équipes
  -  Médaille de bronze au tir aux pigeons par équipes

## Sources
- (en) Cet article est partiellement ou en totalité issu de l’article de Wikipédia en anglais intitulé « Karl Magnus Wegelius » (voir la liste des auteurs).